# Pietro Lalle Camponeschi
Pietro Lalle Camponeschi (... – L'Aquila, 7 ottobre 1490) è stato un nobile e condottiero italiano, conte di Montorio, signore di Alanno, Catignano, Civitaquana, Civitella Casanova, Nocciano e Pietranico, governatore dell'Aquila e viceré degli Abruzzi.

## Biografia

### Inizi e ribellione a re Ferrante
Pietro Lalle Camponeschi nacque in data sconosciuta da Luigi (o Ludovico) II Camponeschi e Beatrice Gaglioffi, venendo sin da giovane avviato alla carriera militare. Il 23 novembre 1457 il re del Regno di Napoli Alfonso V d'Aragona lo investì della contea di Montorio e il 7 ottobre 1458 ottenne anche i feudi di Alanno, Catignano, Civitaquana (quest'ultimo appartenuto al prozio Antonuccio Camponeschi), Civitella Casanova, Nocciano e Pietranico.
Ribellatosi al nuovo re, Ferrante d'Aragona, col quale non era in buoni rapporti, si schierò col pretendente Renato d'Angiò-Valois, che il 6 gennaio 1460 lo creò viceré degli Abruzzi. Si rappacificò con Ferrante nell'agosto del 1463, sottomettendosi a lui con la città dell'Aquila. Ciononostante, il 2 luglio 1476 il sovrano mandò in città l'ufficiale Antonio Cicinello (che però era imparentato con i Camponeschi per via del matrimonio avvenuto tra lo zio Luigi Cicinello e Margherita Camponeschi) per giudicare i crimini commessi dal nipote illegittimo Giambattista Camponeschi; data quindi la tensione amministrativa che ne seguì, dopo tre mesi Pietro Lalle Camponeschi e sua moglie Maria Pereira Noroña, col pretesto di partecipare alle nozze di Beatrice d'Aragona, figlia del re, con Mattia Corvino, lasciarono L'Aquila per farvi rientro in dicembre.

### Prigionia e liberazione
Negli anni seguenti si impegnò a mantenere l'egemonia politico-economica raggiunta in quegli anni dalla città. Ciononostante, la forte influenza esercitata nell'Aquila da Pietro Lalle Camponeschi, la sua presenza nel declinare le richieste reali, nell'ostacolare la riscossione delle imposte dovute alla Corona e nel condizionare le decisioni inerenti l'amministrazione della giustizia prese dalle corti cittadine, spinsero il figlio del re, il duca di Calabria Alfonso II d'Aragona, a sospettarlo di intrattenere trattative segrete volte ad annettere la città allo Stato Pontificio. Così nel 1485, dopo averlo convocato con quattro ambasciatori a Chieti, lo fece arrestare ed imprigionare nel Castel Nuovo di Napoli. Tuttavia il disegno politico elaborato in fretta dalla corte napoletana, che rinviò sul posto il luogotenente Antonio Cicinello per ricondurre la città sotto il diretto controllo del sovrano, si rivelò sbagliato e controproducente: i cittadini, non volendo accettare il reale demanio, si rivoltarono contro l'ufficiale e l'uccisero, passando lo stesso al papato. Ciò costrinse il re a liberare Pietro Lalle Camponeschi per riportare i rivoltosi all'obbedienza reale in cambio della concessione a lui di ulteriori titoli, il quale, al contrario, con astuzia e inganno, venne meno ai patti.

### Repressione della fazione rivale ed ultimi anni
Infatti, il 5 giugno 1486, sotto le insegne della Chiesa, attaccò Cittaducale, ma il 23 giugno fu costretto ad interrompere l'assedio perché all'Aquila la fazione rivale dei Gaglioffi, anch'essa fedele al papato, gli si rivoltò contro uccidendogli i parenti Odoardo e Riccardo Camponeschi e causando lo scioglimento di ogni collaborazione tra Pietro Lalle Camponeschi e lo Stato Pontificio. Due giorni dopo, il 25 giugno, si nascose con il resto dei familiari a Fontecchio, feudo del genero Restaino Cantelmo, conte di Popoli, dove ebbe modo di riorganizzarsi. Il 10 ottobre, alla testa dell'esercito napoletano, vi rientrò, vendicandosi dei Gaglioffi e riportando la città sotto il controllo del Regno di Napoli.
Ammalatosi nel 1489, Pietro Lalle Camponeschi morì all'Aquila il 7 ottobre 1490, venendo sepolto nella Basilica di San Giuseppe Artigiano, dove si conserva il suo mausoleo commissionato già nel 1432 dalla madre Beatrice Gaglioffi allo scultore tedesco Gualtiero d'Alemagna. Lo scrittore aquilano Angelo Pico Fonticulano compose un'orazione funebre manoscritta, l'Oratio funebris in obitu Petri Lallii Camponisci, Comitis Montorii, in memoria del defunto.

## Ascendenza
|                                        |   |                          | Genitori                             |  |  | Nonni |  |  | Bisnonni                               |  |  | Trisnonni                             |  |
|                                        |   |                          |                                      |  |  |       |  |  | Lalle II Camponeschi Conte di Montorio |  |  | Lalle I Camponeschi Conte di Montorio |  |
|                                        |   |                          |                                      |  |  |       |  |  | Lalle II Camponeschi Conte di Montorio |  |  | Lalle I Camponeschi Conte di Montorio |  |
|                                        |   | ? Bonagiunta di Poppleto |                                      |  |  |       |  |  | Lalle II Camponeschi Conte di Montorio |  |  |                                       |  |
| Battista Camponeschi                   |   |                          |                                      |  |  |       |  |  | Lalle II Camponeschi Conte di Montorio |  |  |                                       |  |
|                                        |   | Elisabetta Acquaviva     | Matteo II Acquaviva Signore di Morro |  |  |       |  |  |                                        |  |  |                                       |  |
|                                        |   | Elisabetta Acquaviva     | Matteo II Acquaviva Signore di Morro |  |  |       |  |  |                                        |  |  |                                       |  |
|                                        |   | Elisabetta Acquaviva     | Giacoma Sanseverino                  |  |  |       |  |  |                                        |  |  |                                       |  |
| Luigi II Camponeschi Conte di Montorio |   | Elisabetta Acquaviva     |                                      |  |  |       |  |  |                                        |  |  |                                       |  |
|                                        |   | ?                        | ?                                    |  |  |       |  |  |                                        |  |  |                                       |  |
|                                        |   | ?                        | ?                                    |  |  |       |  |  |                                        |  |  |                                       |  |
|                                        |   | ?                        | ?                                    |  |  |       |  |  |                                        |  |  |                                       |  |
| Chiara Gaglioffi                       |   | ?                        |                                      |  |  |       |  |  |                                        |  |  |                                       |  |
|                                        |   | ?                        | ?                                    |  |  |       |  |  |                                        |  |  |                                       |  |
|                                        |   | ?                        | ?                                    |  |  |       |  |  |                                        |  |  |                                       |  |
|                                        |   | ?                        | ?                                    |  |  |       |  |  |                                        |  |  |                                       |  |
| Pietro Lalle Camponeschi               |   | ?                        |                                      |  |  |       |  |  |                                        |  |  |                                       |  |
|                                        | ? | ?                        |                                      |  |  |       |  |  |                                        |  |  |                                       |  |
|                                        | ? | ?                        |                                      |  |  |       |  |  |                                        |  |  |                                       |  |
|                                        | ? | ?                        |                                      |  |  |       |  |  |                                        |  |  |                                       |  |
| ?                                      | ? |                          |                                      |  |  |       |  |  |                                        |  |  |                                       |  |
|                                        |   | ?                        | ?                                    |  |  |       |  |  |                                        |  |  |                                       |  |
|                                        |   | ?                        | ?                                    |  |  |       |  |  |                                        |  |  |                                       |  |
|                                        |   | ?                        | ?                                    |  |  |       |  |  |                                        |  |  |                                       |  |
| Beatrice Gaglioffi                     |   | ?                        |                                      |  |  |       |  |  |                                        |  |  |                                       |  |
|                                        |   | ?                        | ?                                    |  |  |       |  |  |                                        |  |  |                                       |  |
|                                        |   | ?                        | ?                                    |  |  |       |  |  |                                        |  |  |                                       |  |
|                                        |   | ?                        | ?                                    |  |  |       |  |  |                                        |  |  |                                       |  |
| ?                                      |   | ?                        |                                      |  |  |       |  |  |                                        |  |  |                                       |  |
|                                        |   | ?                        | ?                                    |  |  |       |  |  |                                        |  |  |                                       |  |
|                                        |   | ?                        | ?                                    |  |  |       |  |  |                                        |  |  |                                       |  |
|                                        |   | ?                        | ?                                    |  |  |       |  |  |                                        |  |  |                                       |  |
|                                        |   | ?                        |                                      |  |  |       |  |  |                                        |  |  |                                       |  |

## Discendenza

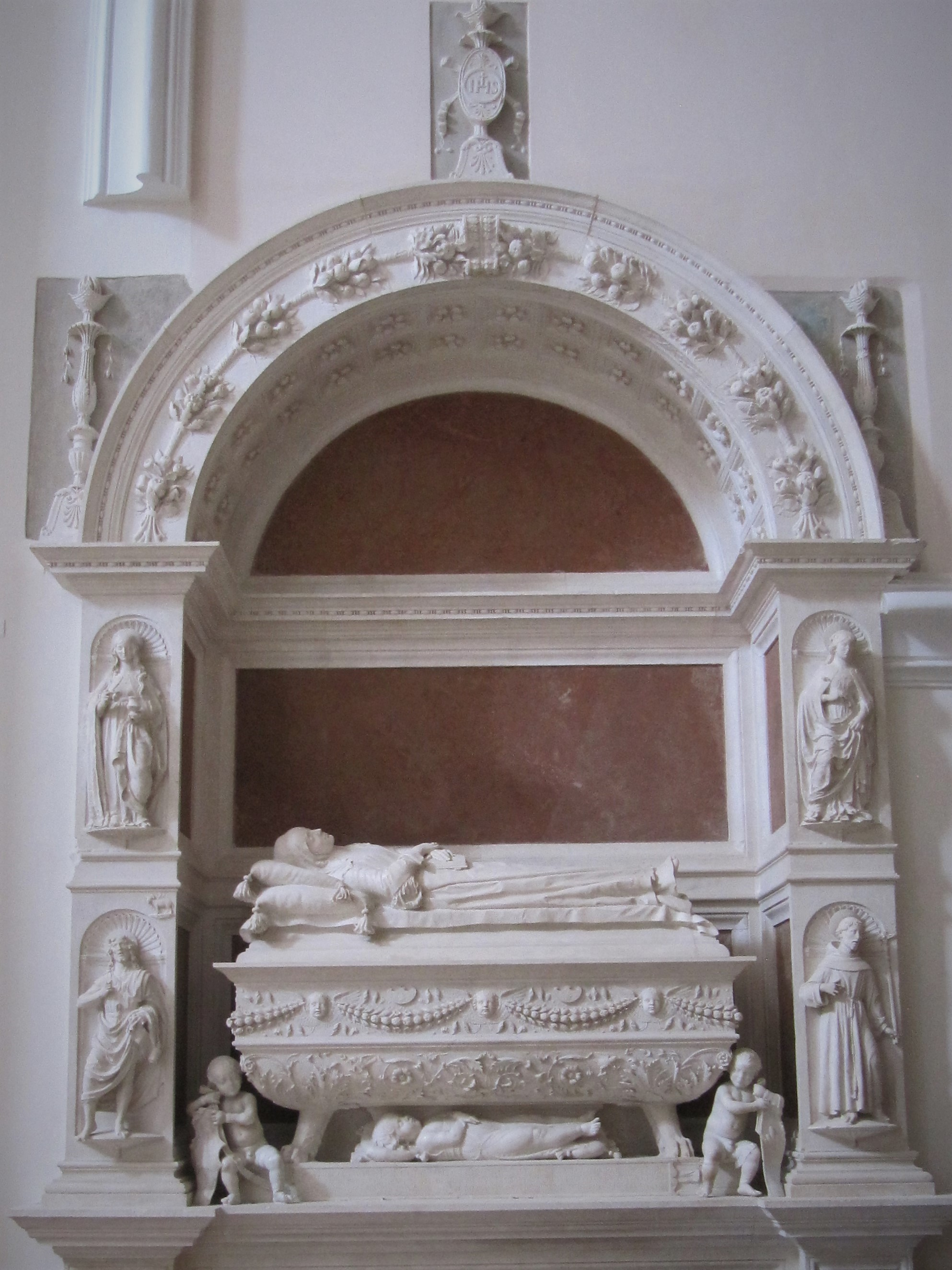
Silvestro dell'Aquila, Mausoleo di Maria Pereira Noroña e Beatrice Camponeschi, Basilica di San Bernardino, L'Aquila, 1488

Pietro Lalle Camponeschi si sposò con Maria Pereira Noroña, dalla quale ebbe cinque figlie:
- Vittoria, la quale sposò prima Ludovico Franchi, divenuto poi conte di Montorio, e quindi Giovanni Antonio Carafa, da cui ebbe Gian Pietro Carafa, futuro papa Paolo IV[8];
- Diana/Giovannella († 1482), andata in sposa a Restaino Cantelmo, conte di Popoli[9];
- Chiara, che sposò il condottiero Restaino Caldora[10];
- Ginevra, sposa di Luigi di Capua, 8º conte d'Altavilla; per le nozze degli sposi, lo scrittore aquilano Angelo Pico Fonticulano aveva composto l'orazione manoscritta Oratio Gratulatoria in Nuptiis Gineuræ Camponisciæ, Aloysio de Capua, Comiti Altavillæ connubio traditæ[11];
- Beatrice, morta infante[12].

Nel 1488 la famiglia Camponeschi commissionò allo scultore Silvestro dell'Aquila la realizzazione di un mausoleo nella Basilica di San Bernardino dell'Aquila per commemorare la moglie di Pietro Lalle Camponeschi, Maria Pereira Noroña, e la loro figlia infante Beatrice. Lo stesso Angelo Pico Fonticulano dedicò a Maria Pereira Noroña l'orazione manoscritta Oratio Gratulatoria, quod Maria Noronia conceperit ex Petro Lallo Camponisco.